# アンティックヴァリュー
アンティックヴァリュー（欧字名:Antique Value、1979年2月25日 - 1997年4月28日）は、アメリカの競走馬、繁殖牝馬。競走馬としては未出走のまま引退したが、繁殖牝馬として日本に輸入された後、桜花賞・優駿牝馬の2冠を達成したベガら2頭の重賞馬の母となった。

## 経歴
1979年2月25日、ニューヨーク州のBelair Farmで出生。同年7月、キーンランド・イヤリングセールにてJesus Sahagunが23万ドルで落札した。しかし競走馬としてはデビューできず、ファシグ・ティプトンのセリ市でAmin Saidenに14万ドルで売却された。その後繁殖入りし、アメリカ各地の牧場を転々とした。アメリカ時代の産駒のうち、2番仔のオールドスタッフは後に繁殖牝馬として日本に輸入された。また4番仔であるニュースヴァリューは外国産馬として日本で競走馬デビューを飾り、JRA6勝・札幌スプリントステークス2着の成績を残した。
アンティックヴァリューは1989年に日本に輸入され、社台ファーム早来にて繋養された。初年度はトニービンが配合され、そして生まれたのがベガである。ベガはアンティックヴァリューと同じく脚部が内向する特徴を受け継いでおり、一時は競走馬としてのデビューも危ぶまれたが、1993年に無事デビューを飾ると、最終的にこの年の牝馬二冠（桜花賞・優駿牝馬）を達成。アンティックヴァリューはGI馬の母となった。
1997年4月24日、トニービンとの仔を出産したが、その4日後の4月28日に急死。没後の1999年にはベガ産駒であるアドマイヤベガが東京優駿を制し、孫世代からもGI馬を輩出。ベガはその後もアドマイヤボス、アドマイヤドンを送り出した。また2001年にはベガの全弟で最後の産駒であるマックロウがGIIの京都記念を制している。

## 繁殖成績
|        | 生年   | 馬名               | 性 | 毛色   | 父                     | 馬主                   | 管理調教師        | 戦績                                                                    | 出典   |
| ------ | ------ | ------------------ | -- | ------ | ---------------------- | ---------------------- | ----------------- | ----------------------------------------------------------------------- | ------ |
| 初仔   | 1984年 | Antique Mystique   | 牝 | 鹿毛   | Affirmed               | Centennial Farms       | H. Allen Jerkens  | 米国産・32戦6勝 2着・ニューヨークH（GII）                               | [ 4 ]  |
| 2番仔  | 1985年 | オールドスタッフ   | 牝 | 鹿毛   | Irish River            |                        |                   | 米国産・不出走（繁殖）                                                  | [ 5 ]  |
| 3番仔  | 1987年 | One Cent Over      | 牝 | 鹿毛   | Slew o'Gold            | Duchossois R L         | Louis M. Goldfine | 米国産・7戦2勝（繁殖）                                                  | [ 6 ]  |
| 4番仔  | 1989年 | ニュースヴァリュー | 牝 | 鹿毛   | Seattle Song           | 吉田勝己               | 栗東・渡辺栄      | 米国産・20戦6勝（繁殖） 2着・札幌スプリントS（GIII）                    | [ 7 ]  |
| 5番仔  | 1990年 | ベガ               | 牝 | 鹿毛   | トニービン             | 吉田和子               | 栗東・松田博資    | 9戦4勝（繁殖） 優勝・優駿牝馬、桜花賞（GI） 3着・エリザベス女王杯（GI） | [ 8 ]  |
| 6番仔  | 1991年 | フサイチルーラー   | 牡 | 鹿毛   | ジャッジアンジェルーチ | 関口房朗               | 栗東・小野幸治    | 16戦3勝                                                                 | [ 9 ]  |
| 7番仔  | 1992年 | スターアルファ     | 牝 | 黒鹿毛 | サンデーサイレンス     | （有）社台レースホース | 栗東・小野幸治    | 23戦5勝（繁殖）                                                         | [ 10 ] |
| 8番仔  | 1993年 | ナリタジャッジ     | 牡 | 鹿毛   | ジャッジアンジェルーチ | 山路秀則               | 栗東・小野幸治    | 6戦2勝                                                                  | [ 11 ] |
| 9番仔  | 1995年 | チェイスザウインド | 牝 | 鹿毛   | トニービン             | （有）社台レースホース | 栗東・松田博資    | 1戦0勝（繁殖）                                                          | [ 12 ] |
| 10番仔 | 1996年 | マインドスケイプ   | 牝 | 鹿毛   | トニービン             | （有）社台レースホース | 栗東・松田博資    | 6戦1勝                                                                  | [ 13 ] |
| 11番仔 | 1997年 | マックロウ         | 牡 | 鹿毛   | トニービン             | 吉田勝己               | 栗東・松田博資    | 14戦3勝 優勝・京都記念（GII） 2着・目黒記念（GII）                      | [ 14 ] |

## 主要なファミリーライン
「f」は「filly（牝馬）」、「c」は「colt（牡馬）」、「g」は「gelding（騸馬）」の略。太字はGI級競走優勝馬。*印は日本に輸入された馬。
- *アンティックヴァリュー 1979 f
  - *オールドスタッフ 1985 f
    - *クライングフォーモア 1989 f
      - グラヴィール 1996 f
        - テイエムクレナイ 2005 f
          - テイエムヒッタマゲ 2014 c（昇竜ステークス、たんぽぽ賞）

        - コパノマユチャン 2006 f（栗駒賞）

      - クライウィズジョイ 1997 f
        - メジロスプレンダー 2006 f
          - ダノンスプレンダー 2016 c（OP2勝）

        - サトノノブレス 2010 c（日経新春杯など重賞4勝）

      - クライインシンパシ 2000 f
        - ランドクイーン 2010 f（白銀争覇、園田チャレンジカップ、園田FCスプリント）

    - Antique Auction 1990 f
      - *インディアナカーヴ 1996 f
        - エクセラントカーヴ 2009 f（京成杯オータムハンデキャップ）

      - *ネットオークション 1998 f
        - コレクターアイテム 2010 f（アルテミスステークス）

      - *アンティックタイル 2002
        - メイショウアキシノ 2009 f
          - メイショウケイメイ 2016 f（紅梅ステークス）

  - *ニュースヴァリュー 1989 f（OP1勝）
    - クリックヒア 1996 f
      - ダノンプログラマー 2006 g（OP2勝）

    - ショウナンカラット 2007 f
      - エルトンバローズ 2020 c（毎日王冠、ラジオNIKKEI賞）

  - ベガ 1990 f（桜花賞、優駿牝馬）
    - アドマイヤベガ 1996 c（東京優駿、京都新聞杯、ラジオたんぱ杯3歳ステークス）
    - アドマイヤボス 1997 c（セントライト記念）
    - アドマイヤドン 1999 c（朝日杯フューチュリティステークス、フェブラリーステークスなど重賞8勝）
    - ヒストリックスター 2005 f
      - ハープスター 2011 f（桜花賞など重賞4勝）

  - スターアルファ 1992 f
    - ローカス 1998 f
      - サーモピレー 2011 c（東京湾カップ）

  - マックロウ 1997 c（京都記念）

- 出典：牝系検索α

## 血統表
| アンティックヴァリューの血統 | アンティックヴァリューの血統                                                            | アンティックヴァリューの血統                                                            | （血統表の出典）                                                                        | （血統表の出典） |
| 父系                         | ノーザンダンサー系                                                                      | ノーザンダンサー系                                                                      | ノーザンダンサー系                                                                      |                  |
| 父 Northern Dancer 鹿毛 1961 | 父の父Nearctic 黒鹿毛 1954                                                              | Nearco                                                                                  | Pharos                                                                                  | Pharos           |
| 父 Northern Dancer 鹿毛 1961 | 父の父Nearctic 黒鹿毛 1954                                                              | Nearco                                                                                  | Nogara                                                                                  |                  |
| 父 Northern Dancer 鹿毛 1961 | 父の父Nearctic 黒鹿毛 1954                                                              | Lady Angela                                                                             | Hyperion                                                                                | Hyperion         |
| 父 Northern Dancer 鹿毛 1961 | 父の父Nearctic 黒鹿毛 1954                                                              | Lady Angela                                                                             | Sister Sarah                                                                            |                  |
| 父 Northern Dancer 鹿毛 1961 | 父の母Natalma 鹿毛 1957                                                                 | Native Dancer                                                                           | Polynesian                                                                              | Polynesian       |
| 父 Northern Dancer 鹿毛 1961 | 父の母Natalma 鹿毛 1957                                                                 | Native Dancer                                                                           | Geisha                                                                                  |                  |
| 父 Northern Dancer 鹿毛 1961 | 父の母Natalma 鹿毛 1957                                                                 | Almahmoud                                                                               | Mahmoud                                                                                 | Mahmoud          |
| 父 Northern Dancer 鹿毛 1961 | 父の母Natalma 鹿毛 1957                                                                 | Almahmoud                                                                               | Arbitrator                                                                              |                  |
| 母 Moonscape 黒鹿毛 1967     | 母の父Tom Fool 鹿毛 1949                                                                | Menow                                                                                   | Pharamond                                                                               | Pharamond        |
| 母 Moonscape 黒鹿毛 1967     | 母の父Tom Fool 鹿毛 1949                                                                | Menow                                                                                   | Alcibiades                                                                              |                  |
| 母 Moonscape 黒鹿毛 1967     | 母の父Tom Fool 鹿毛 1949                                                                | Gaga                                                                                    | Bull Dog                                                                                | Bull Dog         |
| 母 Moonscape 黒鹿毛 1967     | 母の父Tom Fool 鹿毛 1949                                                                | Gaga                                                                                    | Alpoise                                                                                 |                  |
| 母 Moonscape 黒鹿毛 1967     | 母の母Brazen 黒鹿毛 1961                                                                | Bold Ruler                                                                              | Nasrullah                                                                               | Nasrullah        |
| 母 Moonscape 黒鹿毛 1967     | 母の母Brazen 黒鹿毛 1961                                                                | Bold Ruler                                                                              | Miss Disco                                                                              |                  |
| 母 Moonscape 黒鹿毛 1967     | 母の母Brazen 黒鹿毛 1961                                                                | Amoret                                                                                  | Bull Lea                                                                                | Bull Lea         |
| 母 Moonscape 黒鹿毛 1967     | 母の母Brazen 黒鹿毛 1961                                                                | Amoret                                                                                  | Mar-Kell                                                                                |                  |
| 母系(F-No.)                  | (FN:9-f)                                                                                | (FN:9-f)                                                                                | (FN:9-f)                                                                                | [ § 2 ]          |
| 5代内の近親交配              | Nearco 3×5、Phalaris 5×5、Selene 5×5、Discovery 5×5、Blenheim 5×5、Bull Dog 4×5（母内） | Nearco 3×5、Phalaris 5×5、Selene 5×5、Discovery 5×5、Blenheim 5×5、Bull Dog 4×5（母内） | Nearco 3×5、Phalaris 5×5、Selene 5×5、Discovery 5×5、Blenheim 5×5、Bull Dog 4×5（母内） | [ § 3 ]          |
| 出典                         | 1. 2. 3.                                                                                | 1. 2. 3.                                                                                | 1. 2. 3.                                                                                | 1. 2. 3.         |

- 祖母Brazenの半妹Another Loveの孫に1983年桜花賞勝ち馬のシャダイソフィアがいる。